# Ellis O. Briggs

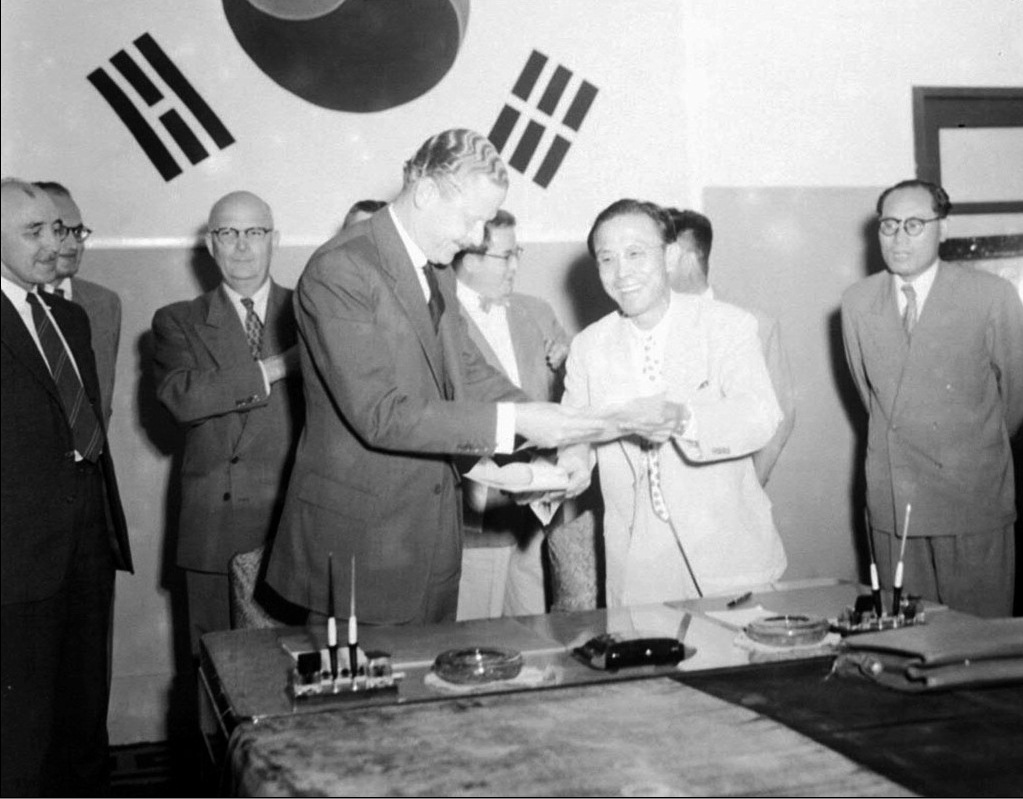
Ellis Ormsbee Briggs (4. v. l.) mit dem chinesischen Diplomaten Yu Wanchang

Ellis Ormsbee Briggs (* 1. Dezember 1899 in Watertown, Massachusetts; † 21. Februar 1976 in Gainesville, Georgia) war ein US-amerikanischer Diplomat, der unter anderem mehrmals Botschafter war.

## Leben
Ellis Ormsbee Briggs, Sohn von James Briggs und dessen Ehefrau Lucy Hill, absolvierte ein Studium am Dartmouth College, das er 1921 mit einem Bachelor of Arts (B.A.) abschloss. Im Anschluss arbeitete er zwischen 1921 und 1923 als Lehrer für Geografie und Englisch am Robert College, einem 1863 gegründeten US-amerikanischen Gymnasium und Internat in Istanbul. Nach seinem Eintritt in das US-Außenministerium war er zwischen 1926 und 1928 erst Vizekonsul in Lima sowie anschließend von 1928 bis 1933 Dritter Sekretär an der Botschaft in Peru. Nachdem er zwischen 1933 und 1937 Dritter Sekretär an der Botschaft in Kuba war, fungierte er von 1937 bis 1940 als stellvertretender Leiter des Referats für Amerikanische Republiken im Außenministerium sowie 1940 kurzzeitig als Diplomat in besonderer Mission an der Ostküste Südamerikas. Daraufhin war er von 1940 bis 1941 als Konsul und Erster Sekretär an der Botschaft in Chile sowie von 1941 bis 1944 Erster Sekretär an der Botschaft in Kuba, ehe er 1944 für einige Zeit Leiter des Referats für die Karibik und Mittelamerika im Außenministerium war.
Am 21. März 1944 wurde Briggs zum Botschafter der Vereinigten Staaten in der Dominikanischen Republik ernannt und übergab dort am 3. Juni 1944 als Nachfolger von Avra M. Warren sein Akkreditierungsschreiben. Er verblieb dort bis zum 14. Januar 1945 und wurde daraufhin von Joseph F. McGurk abgelöst. 1945 fungierte er für kurze Zeit als Botschaftsrat für Wirtschaft an der Botschaft in der Republik China in Chongqing sowie daraufhin zwischen 1945 und 1947 als Leiter des Referats für Amerikanische Republiken im Außenministerium. Am 3. Juli 1947 wurde er zum Botschafter in Uruguay ernannt und übergab als Nachfolger von Joseph F. McGurk am 21. August 1947 sein Beglaubigungsschreiben. Er wurde am 6. August 1949 von diesem Posten abberufen, woraufhin Christian M. Ravndal seine dortige Nachfolge übernahm.
Ellis O. Briggs wiederum erhielt am 1. September 1949 seine Ernennung zum Botschafter der Vereinigten Staaten in der Tschechoslowakei und übergab als Nachfolger von Joseph E. Jacobs am 8. November 1949 sein Akkreditierungsschreiben. Am 27. August 1952 verließ er diesen Posten und wurde anschließend von George Wadsworth abgelöst. Im Laufe des Koreakrieges wurde er am 25. August 1952 zum Botschafter in Südkorea ernannt und überreichte am 25. November 1952 als Nachfolger von John J. Muccio seine Beglaubigung. Er verblieb in dieser Funktion bis zum 12. April 1955 und wurde daraufhin von William S. B. Lacy abgelöst. Nach fast dreißig Jahren im auswärtigen Dienst kehrte er nach Lima zurück, wo er am 24. März 1955 zum Botschafter der Vereinigten Staaten in Peru ernannt und übergab dort am 27. März 1955 sein Akkreditierungsschreiben als Nachfolger von Harold H. Tittmann. Er bekleidete diesen Posten bis zum 5. Juni 1956 und wurde anschließend von Theodore Achilles abgelöst.
Anschließend wurde Briggs am 29. Mai 1956 zum Botschafter in Brasilien ernannt, wo er die Nachfolge von James Clement Dunn antrat. Er übergab am 24. Juli 1956 sein Beglaubigungsschreiben und verblieb in dieser Verwendung bis zum 2. Mai 1959, woraufhin Clare Boothe Luce seine Nachfolgerin wurde. Im Anschluss wurde er am 8. April 1959 als Nachfolger von James Williams Riddleberger zum Botschafter der Vereinigten Staaten in Griechenland ernannt, wo er am 15. Juli 1959 seine Akkreditierung überreichte. Er bekleidete diesen Posten bis zum 1. Februar 1962 und wurde dann von Henry R. Labouisse abgelöst. Am 24. Juni 1960 der Rang eines Career Ambassador verliehen. Eine ursprünglich vorgesehene Ernennung zum Botschafter in Spanien wurde aufgrund seines gesundheitlichen Zustandes vor der Befassung im US-Senat zurückgenommen.
Ellis Ormsbee Briggs war seit 1928 mit Lucy Barnard Briggs verheiratet. Aus dieser Ehe gingen die Tochter Lucy Therina Briggs sowie Everett Briggs hervor, der ebenfalls Diplomat und mehrmals Botschafter war.

## Veröffentlichungen
- Shots Heard Round the World: An Ambassador’s Hunting Adventures on Four Continents, (1957, Autobiografie)
- Farewell to Foggy Bottom: The Recollections of a Career Diplomat (1964, Autobiografie)
- Anatomy of Diplomacy: The Origin and Execution of American Foreign Policy (1968)
- Proud Servant: Memoirs of a Career Ambassador (1998, Autobiografie)